# Tabula Peutingeriana

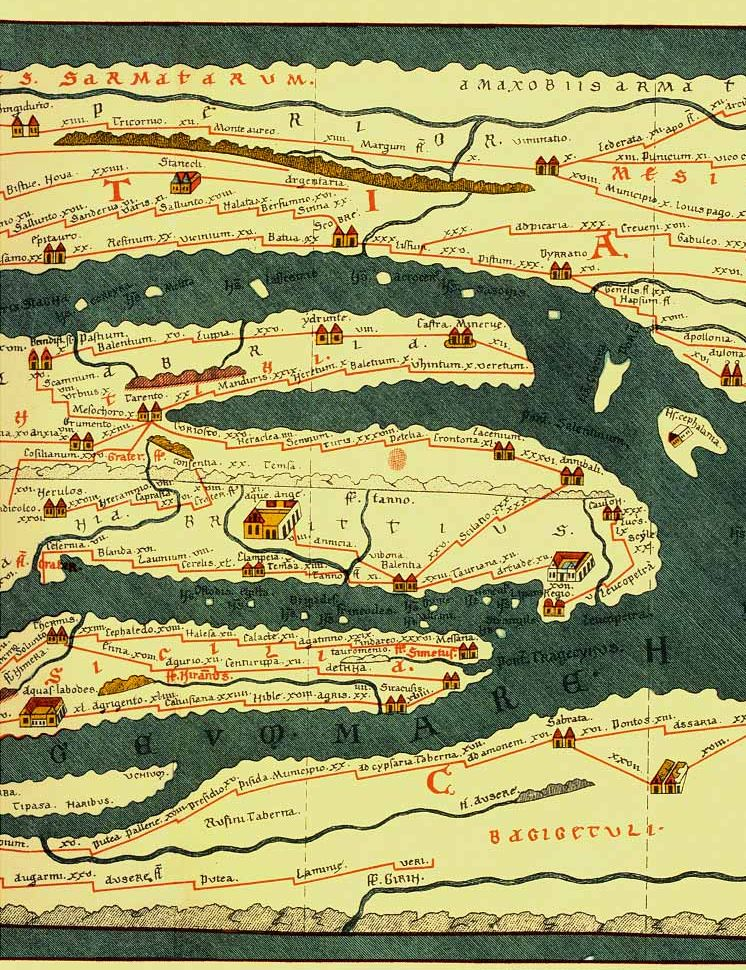
Kartenausschnitt, Ausgabe von Konrad Miller 1887

Die Tabula Peutingeriana, auch Peutingersche Tafel, ist eine kartografische Darstellung, die das römische Straßennetz (viae publicae) im spätrömischen Reich von den Britischen Inseln über den Mittelmeerraum und den Nahen Osten bis nach Indien und Zentralasien zeigt. Ein Sera maior, bisweilen als China gedeutet, erscheint am äußersten Rand im Osten, ohne dass jedoch entsprechende Landmassen eingezeichnet worden wären.
Die Straßenkarte ist nach Konrad Peutinger (1465–1547) benannt und zählt zum UNESCO-Weltdokumentenerbe. Sie ist in der Österreichischen Nationalbibliothek in Wien aufbewahrt. 
Im späten 12. Jahrhundert angefertigt, ist die Tabula wohl eine Abschrift einer karolingerzeitlichen Vorlage, die wiederum auf das Original einer römischen Straßenkarte zurückgeht. Die 680 cm × 34 cm große Rollkarte zeigt die den Römern bekannten Weltregionen von Britannien bis Indien, ihr westlichster Abschnitt ist bis heute verschollen. Sie ist als schematisches Diagramm gestaltet und bildet die geographischen Gegebenheiten – bis auf wenige Einzelheiten – nur stark verzerrt ab. Dennoch lieferte sie den Reisenden alle notwendigen Informationen über die Lage der wichtigsten Städte und Pferdewechselstationen (mansio) im Straßennetz des Römischen Reiches sowie die Anzahl der Tagesetappen zwischen den Haltepunkten an den Hauptverkehrsrouten. Die Landmassen erscheinen als waagrechte Streifen, die durch Mittelmeer und Adria getrennt werden. Die Städte sind durch Gebäudesymbole dargestellt; je größer das Symbol, umso bedeutender die jeweilige Stadt. Die Anzahl der Tagesmärsche wird durch hakenförmige rote Linien abgebildet. Die Angabe der damaligen Ortsnamen und Entfernungen in römischen Meilen bildet die Grundlage für die Straßenforschung. Die Karte ist heute eine der wichtigsten Quellen zur Zuordnung und Identifizierung von antiken Ortsnamen.

## Geschichte

### Spätrömisches Original
Das mutmaßliche Original der Straßenkarte aus der zweiten Hälfte des vierten Jahrhunderts (ca. 375 n. Chr.) enthielt eine grafische Darstellung der damals bekannten Welt, in der die Straßen als Verbindungslinien zwischen einzelnen Etappenorten eingetragen waren.
Das spätantike Original lässt sich auf verschiedene mögliche Vorläufer zurückführen, darunter eine von Marcus Vipsanius Agrippa geplante Wandkarte des Erdkreises. Nach seinem Tod war diese Karte in den Grabstein eingemeißelt worden, der sich in der Porticus Vipsaniae, nicht weit vom Friedensaltar, an der Via Flaminia in Rom befindet. Als weitere Vorläufer kommen in Betracht das Itinerarium Antonini (ein Straßenverzeichnis des dritten Jahrhunderts in Buchform) und mehrere Überarbeitungen einer älteren Straßenkarte des Römischen Imperiums.
Die Originalkarte wurde offenbar nach 330 angefertigt, da sie bereits die in jenem Jahr eingeweihte Stadt Konstantinopel zeigt. Jedoch war sie nicht auf dem damals aktuellen Stand, da auch noch die Städte Pompeji, Herculaneum, Oplontis und Stabiae angeführt werden, die nach dem Ausbruch des Vesuvs 79 n. Chr. verschüttet und nicht wieder aufgebaut worden waren. Auch sind einige Orte in der Provinz Germania inferior eingezeichnet, die im 5. Jahrhundert zerstört wurden.
Die Originalkarte wurde in der Forschung seit Franz Christoph von Scheybs Untersuchung 1753 allgemein als Produkt römischer Kartografie betrachtet. Michael Rathmann nimmt dagegen an, dass die älteste Vorlage der Karte bereits in hellenistischer Zeit (evtl. um 250 v. Chr.) entstand, da sie weit über den Einflussbereich des römischen Imperiums hinausgeht und entlegene Gegenden Asiens verzeichnet, die für die Reichspolitik der Römer uninteressant waren. Ferner ist nur die in hellenistischer Zeit bekannte Welt dargestellt und weitere Gebiete, die den Römern schon bekannt waren, wie beispielsweise China oder Germanien, noch nicht erfasst.

### Mittelalterliche Kopie
Die spätrömische Straßenkarte ist nur in einer mittelalterlichen Kopie aus dem 12. Jahrhundert erhalten geblieben. Der Humanist Conrad Celtis (alias Konrad Bickel, 1459–1508) entdeckte die Handschrift und übergab sie um 1507 seinem Freund Konrad Peutinger. Es ist weder bekannt, wie Celtis in den Besitz dieser Kopie gelangt ist, noch wo sie erstellt wurde. Als mögliche Entstehungsorte wurden Worms, Speyer, Colmar, Tegernsee und Basel genannt. Nach dem Tode Peutingers wurde im Auftrag eines Angehörigen der Familie eine Kopie angefertigt, nach der Abraham Ortelius 1598 in Antwerpen eine vollständige Ausgabe veröffentlichte.
Danach galt Peutingers Kopie als verschollen. Sie wurde erst 1714 wieder aufgefunden und gelangte 1715 in den Besitz des Prinzen Eugen von Savoyen. Nach seinem Tod im Jahr 1736 erwarb Karl VI. die gesamte Bibliotheca Eugeniana – und damit auch die Tabula Peutingeriana – und gliederte sie in die Kaiserlichen Hofbibliothek ein. 1863 wurde die Tabula in der Bibliothek aus konservatorischen Gründen in ihre Einzelsegmente zerlegt und zunächst zwischen Glasplatten, ab 1977 Acrylplatten, aufbewahrt.

### Neuzeitliche Faksimiles
Peutinger erhielt die kaiserliche Druckerlaubnis und bereitete eine Edition vor, verstarb jedoch vorher. Graf Hermann von Neuenahr der Ältere (1492–1530) erwähnte, dass er das – noch unveröffentlichte – „uralte Itinerar“ bei Konrad Peutinger in Augsburg eingesehen hat, wahrscheinlich bei seinem Besuch anlässlich des Reichstags von 1518.
Zum Druck der ersten Ausgabe kam es durch den Augsburger Markus Welser, einen Verwandten der Familie Peutinger, 1591 in Venedig, und dann zusammen mit Abraham Ortelius in Antwerpen, auf dessen Qualitätsansprüche hin 1598 das Faksimile überarbeitet wurde. Dieser Druck erschien dann auch in der letzten Ausgabe des Theatrum Orbis Terrarum von 1624, und gilt als die beste Reproduktion dieser Karte (besser als das Original, das zwischenzeitlich Schädigungen erlitt). Diese Karte wurde – soweit bekannt – 1225-mal gedruckt.
Franz Christoph von Scheyb veröffentlichte seine Ausgabe in Budapest, graviert von S. Lehnhardt im Jahre 1825. Ein Exemplar existiert in der Amerikanischen Akademie in Rom.
Das Faksimile von Konrad Miller stammt aus dem Jahr 1887. Ekkehard Weber legte es 1976 neu auf und warnte vor einigen kleinen Fehlern Millers.

## Die Karte

### Gliederung

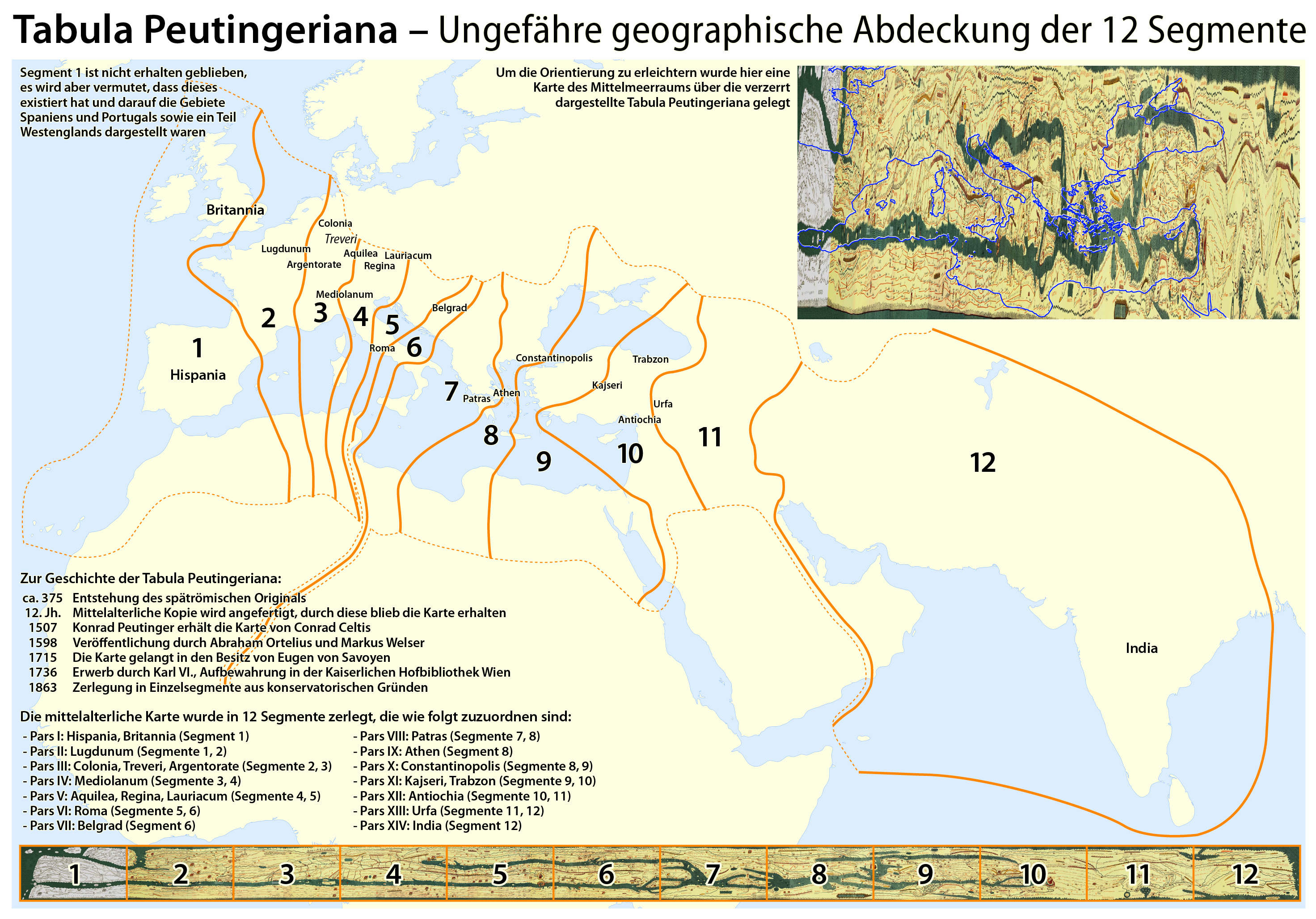
Ungefähre Lage der zwölf Segmente der Tabula Peutingeriana auf einer modernen Karte

Die mittelalterliche Karte wurde in zwölf Segmente zerlegt.
- Pars I: Hispania, Britannia (Segment I)
- Pars II: Lugdunum (Segmente I, II)
- Pars III: Colonia, Treveri, Argentorate (Segmente II, III)
- Pars IV: Mediolanum (Segmente III, IV)
- Pars V: Aquilea, Regina, Lauriacum (Segmente IV, V)
- Pars VI: Roma (Segmente V, VI)
- Pars VII: Belgrad (Segment VI)
- Pars VIII: Patras (Segmente VII, VIII)
- Pars IX: Athen (Segment VIII)
- Pars X: Constantinopolis (Segmente VIII, IX)
- Pars XI: Kajseri, Trabzon (Segmente IX, X)
- Pars XII: Antiochia (Segmente X, XI)
- Pars XIII: Urfa (Segmente XI, XII)
- Pars XIV: India (Segment XII)

### Beschreibung
Den Namen Tabula Peutingeriana erhielt die Straßenkarte zum ersten Mal in der gedruckten Ausgabe von Peter Bertius (Leiden, 1618/19). In der Österreichischen Nationalbibliothek trägt sie die Bezeichnung Codex Vindobonensis 324. Kopien befinden sich – außer in der Faksimile-Ausgabe Graz 1976 – in zahlreichen Museen, aber auch in Städten, die auf der Karte mit ihren römischen Namen verzeichnet sind.
Die Tabula Peutingeriana bestand ursprünglich aus einer ca. 675 cm langen und ca. 34 cm breiten Pergamentrolle, die heute in elf Segmente zerlegt ist. Das ursprünglich zweite Segment der Tabula zeigt die Britischen Inseln, die Niederlande, Belgien, einen Teil Frankreichs und den Westen Marokkos; die Tatsache, dass die Iberische Halbinsel auf keinem der Blätter vorhanden ist, lässt vermuten, dass es ein erstes, heute verlorenes Segment gegeben hat, auf dem die Gebiete Spaniens und Portugals sowie ein Teil Westenglands dargestellt waren. Das hier dargestellte in schwarz-weiß gehaltene erste Segment ist ein Rekonstruktionsversuch von Konrad Miller anhand des Itinerarium Antonini. In der Forschung wird dieser Versuch äußerst kritisch gesehen.
Die Karte ist mit brauner Tinte gezeichnet; die Straßenverbindungen sind mit roten Linien, die Städtenamen und Entfernungsangaben mit dunkler Tinte eingetragen. Gelegentlich gibt es bildliche Darstellungen. Die Beischriften in karolingischen Minuskeln des 12. Jahrhunderts deuten auf ein süddeutsches Skriptorium hin. Das Waldgebirge des Schwarzwalds wird als Silva Marciana bezeichnet. Weil dieser Terminus im 4. Jahrhundert nur bei Ammianus Marcellinus und der Tabula einerseits und dem Reichenauer Chronisten Hermannus Contractus im 11. Jahrhundert andererseits vorkommt, ist gefolgert worden, dass die Vorlage der Tabula im Kloster auf der Reichenau verwahrt wurde. Dort ist in einem Bücherverzeichnis des 9. Jahrhunderts eine Mappa mundi in duobus rotulis bezeugt, was der Tabula mit den ehemals zwölf Segmenten entsprechen würde.
Das Gebiet des Imperium Romanum ist bis zu seiner Nordgrenze dargestellt. In den nichtrömischen Gebieten östlich des Rheins und nördlich der Donau sind einige Stammesgebiete oder Stammesnamen eingetragen, so Francia für das Gebiet der Franken, Burcturi für die Brukterer, Suevia für das Gebiet der Sueben, Alamannia für das Gebiet der Alamannen, Armalausi, Marcomanni für die Markomannen usw. Als einzige Bergketten der gesamten Karte sind Vogesen (Silva Vosagus) und Schwarzwald (Silva Marciana) mit phantasievoll geformten Bäumen und Büschen bestückt.

### Bedeutung
Die gezeichnete Straßenkarte des 4. Jahrhunderts ist die einzige ihrer Art, die als Itinerarium pictum im Gegensatz zu den häufiger vorkommenden Straßenkarten in Buchform (Itinerarium adnotatum) erhalten geblieben ist. Außerdem werden die Entfernungen der Etappenorte untereinander angegeben, und zwar in Anpassung an die lokalen Maßeinheiten, in den germanischen Provinzen also in Leugen, wobei eine Leuga ca. 1500 römischen Fuß oder rund 2,22 Kilometern entspricht. Flussläufe und Seen sind nur selten der Wirklichkeit entsprechend abgebildet, was auch für die eingezeichneten Bergketten gilt.
Name und Lage mancher Orte sind nicht immer korrekt eingezeichnet: So liegt beispielsweise Kempten (Allgäu) (Cambodunum) auf dem Weg von Augsburg (bek. Augusta Vindelic(or)um) über Epfach (Abodiaco), … Bratananium (= Gauting), Isinisca (= Helfendorf), Adenum (= ad Oenum = Pons Oeni = Brücke über den Inn (lateinisch Aenus, auch Oenus) = Pfunzen, Gemeindeteil von Rosenheim), Bedaium (= Seebruck am Chiemsee) nach Juvavum (= Salzburg). Das erwähnte Abodiacum (= Epfach am Lech) taucht vermutlich in verfälschter Form Auodiaco, dafür aber an plausiblerer Stelle noch einmal auf, nämlich an der Straße von Augsburg den Lech aufwärts über Innsbruck, Matrei und Vepitenum (= Sterzing) nach Trient. Wenn Brixia Brixen sein sollte, läge es an der falschen Straße. Da der lateinische Name für den oberitalienischen Ort Brescia jedoch auch Brixia lautete, ist anzunehmen, dass mit dem Ort auf der Karte Brescia gemeint ist.
Die Karte ist heute von großer kulturhistorischer Bedeutung, da auf ihr zahlreiche Orte eingezeichnet sind und sie die Besiedlung und die Verkehrsachsen der damaligen Zeit wiedergibt. Sie zeigt über 200.000 Kilometer Straßen, aber auch Ortschaften, Meere, Flüsse, Waldgebiete und Gebirge. Aufgrund ihres Formats konnten Entfernungen und Landschaften nicht realistisch wiedergegeben werden, was auch nicht vom Autor beabsichtigt war. Die Tabula muss vielmehr als stilisierte Karte gesehen werden, ähnlich den heutigen Liniennetzplänen. Sie diente der Übersicht über das vorhandene Straßennetz und sollte außerdem die Entfernungen zwischen zwei Orten erkennen lassen.
Etwa 555 Städte und Dörfer sowie 3.500 weitere geographische Objekte wie Leuchttürme und wichtige Heiligtümer sind eingezeichnet und häufig mit kleinen Abbildungen versehen. Städte werden durch zwei Häuser gekennzeichnet, Metropolen wie Rom, Konstantinopel und Antiochia am Orontes durch eine große Vignette.